# Tephroseris frigida
Tephroseris frigida là một loài thực vật có hoa trong họ Cúc. Loài này được (Richardson) Holub miêu tả khoa học đầu tiên năm 1973.